# Molophilus ugundyi
Molophilus ugundyi là một loài ruồi trong họ Limoniidae. Chúng phân bố ở miền Australasia.